# Mahāyāna
Mahāyāna (en sánscrito: "gran vehículo", o bodhisattvayāna, "vehículo del bodhisattva") es, junto con theravada, una de las dos ramas principales del budismo y un término para la clasificación de las filosofías y prácticas budistas. Este movimiento acepta un gran número de otros textos (sutras mahāyāna) y doctrinas.
De acuerdo con las enseñanzas de las tradiciones mahāyāna, el término mahāyāna también se refiere al camino del bodhisattva que busca la iluminación completa para el beneficio de todos los seres. Un bodhisattva que ha logrado este objetivo se convierte en samyaksaṃbuddha, o "buda completamente iluminado". Un samyaksaṃbuddha puede establecer el dharma en un mundo y guiar a sus discípulos a la iluminación. Mahāyāna enseña que la iluminación se puede alcanzar en una sola vida, y esto puede lograrse incluso por un laico.
La tradición mahāyāna es la tradición del budismo más grande en la actualidad, con un 53% de practicantes, en comparación con el 36% para theravada y el 6% para vajrayana en 2010.
En el curso de su historia, el budismo mahāyāna se extendió desde la India a varios otros países del sur, este y sureste de Asia, como China, Corea, Japón y Vietnam.
Los grandes centros escolares de mahāyāna, como Nalanda, prosperaron durante el último período del budismo en la India entre los siglos V y XII. Las principales tradiciones del budismo mahāyāna hoy incluyen el budismo zen, el budismo de la Tierra Pura, el budismo nichiren y el budismo vietnamita. También puede incluir las tradiciones tántricas de tiantai (tendai en Japón), shingon y Budismo tibetano, que agregan enseñanzas esotéricas.

## Etimología
Según Jan Nattier, el término mahāyāna fue originalmente un sinónimo honorífico de bodhisattvayāna (vehículo de bodhisattva) - el vehículo de un bodhisattva que busca la budeidad en beneficio de todos los seres. El término mahāyāna (que anteriormente había sido usado simplemente como un epíteto para el budismo mismo) fue adoptado en una fecha temprana como sinónimo del camino y las enseñanzas de los bodhisattvas. Dado que era simplemente un término honorífico para bodhisattvayāna, la adopción del término mahāyāna y su aplicación a bodhisattvayāna no representó un punto de inflexión significativo en el desarrollo de una tradición mahāyāna.
Los primeros textos de mahāyāna a menudo usan el término mahāyāna como sinónimo de bodhisattvayāna, pero el término hīnayāna es comparativamente raro en las fuentes más antiguas. La presunta dicotomía entre mahāyāna y hīnayāna puede ser engañosa, ya que los dos términos no se formaron realmente en relación unos con otros en la misma era.

## Historia

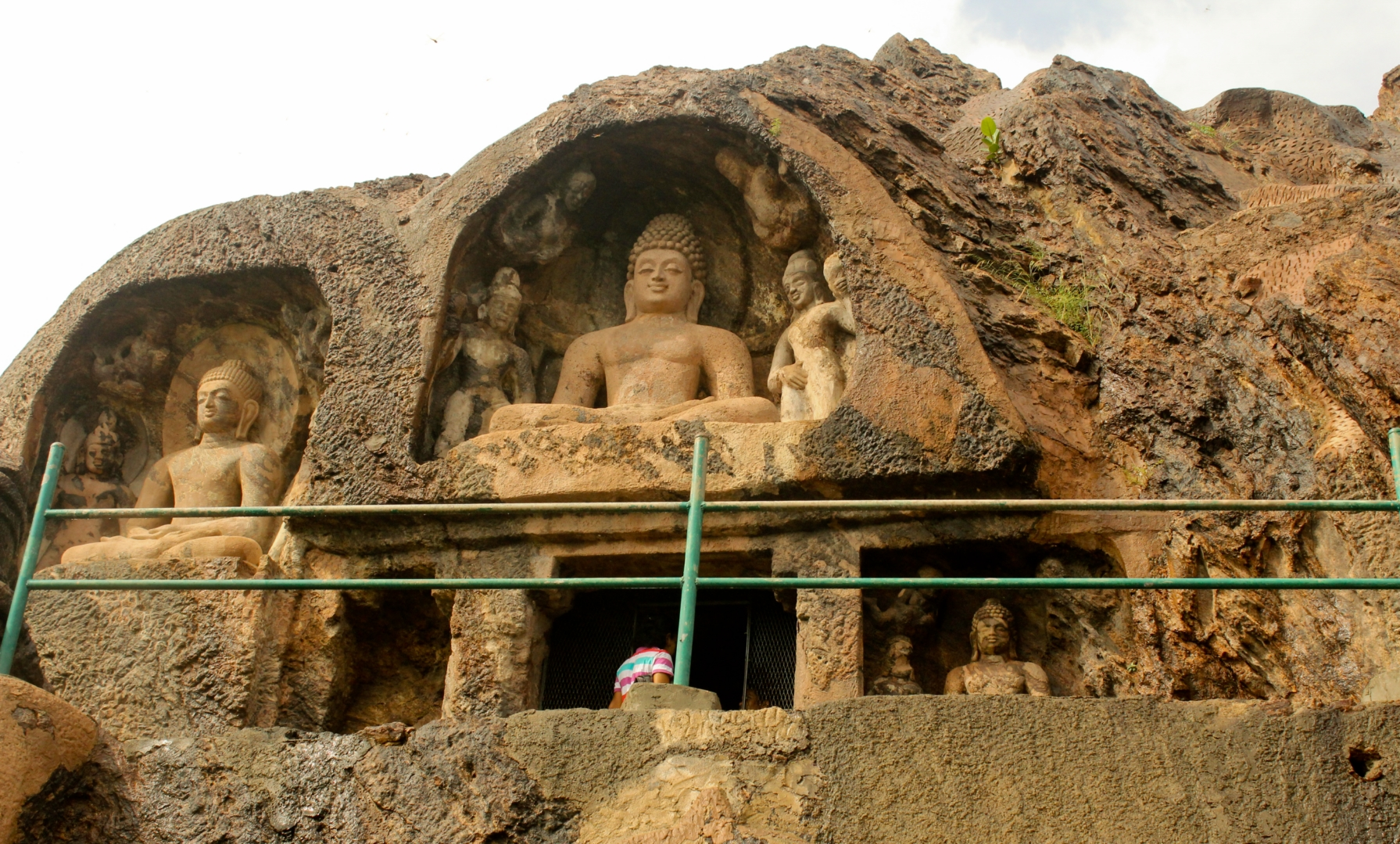
Estatuas talladas en la roca en Bojjannakonda cerca de Anakapalle, Andhra Pradesh.

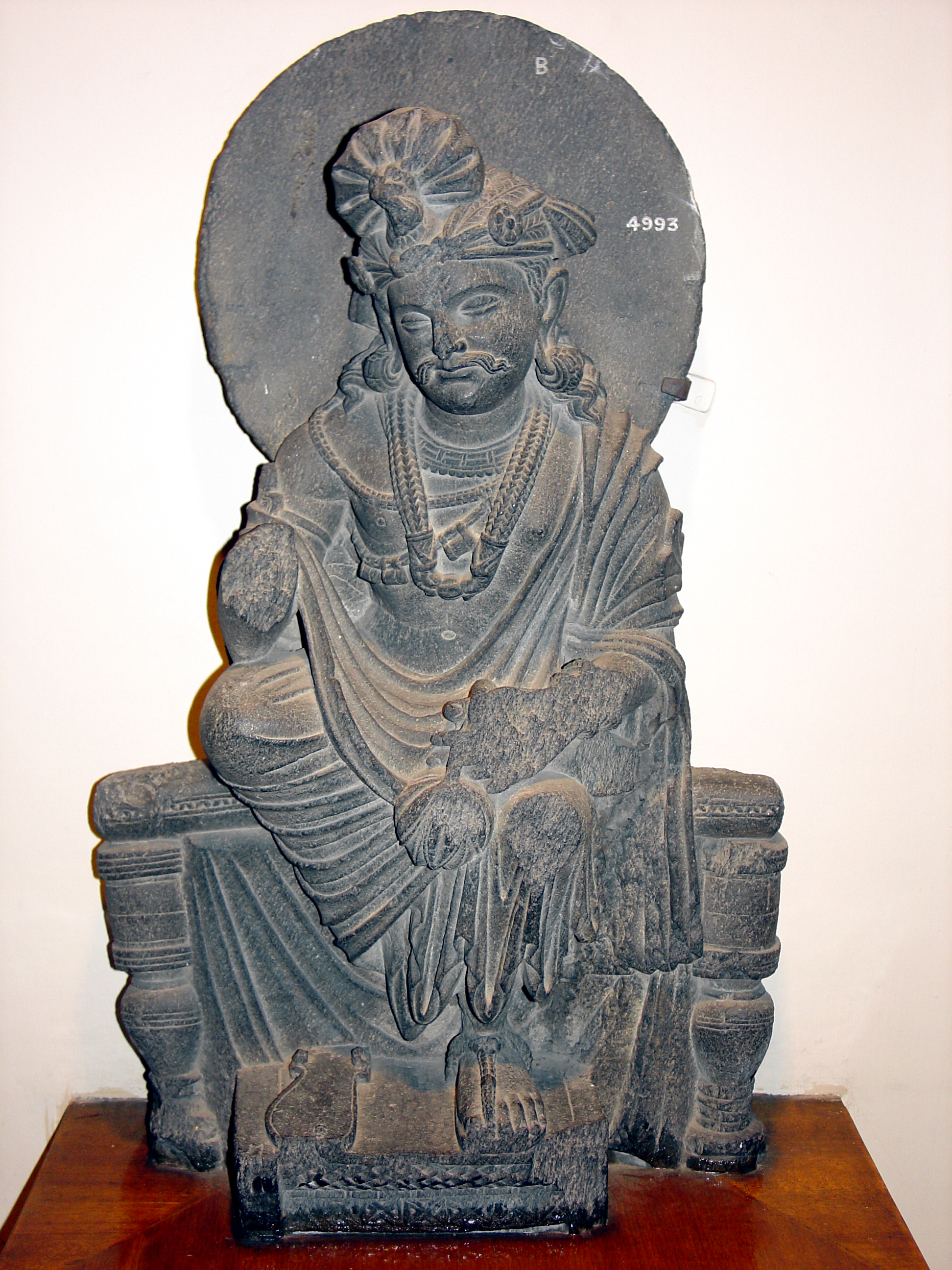
Bodhisattva Avalokiteshvara, estilo Gandhara, de Loriyan Tangai. Período Kushan, siglo -. Museo de la India, Calcuta.

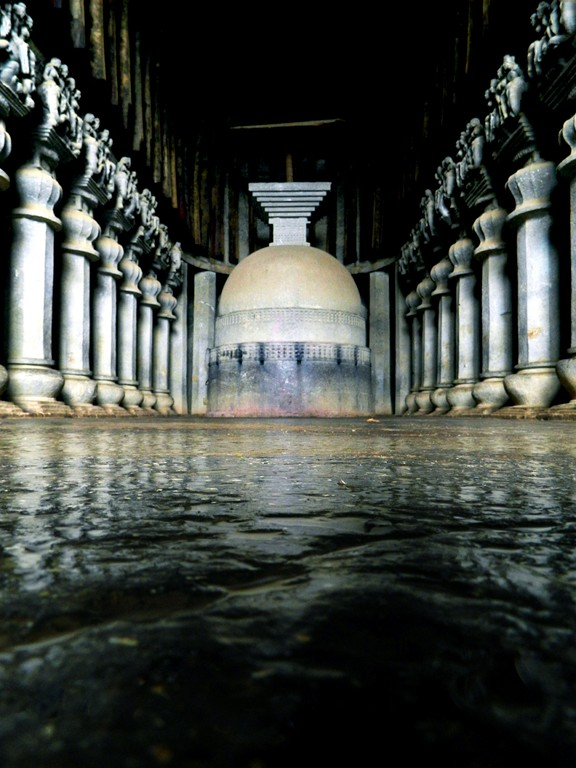
Complejo de cuevas asociado con la secta Mahāsāṃghika. Cuevas de Karla, Mahārāṣtra, India

### Origen
Los orígenes de mahāyāna todavía no se entienden completamente y existen varias teorías de origen. Los primeros puntos de vista occidentales de mahāyāna asumieron que existía como una escuela separada en competencia con las llamadas escuelas tempranas "Hīnayāna". Según David Drewes, durante la mayor parte del siglo XX, las principales teorías sobre los orígenes de mahāyāna fueron que era un movimiento laico (argumentado primero por Jean Przyluski y apoyado por Etienne Lamotte y Akira Hirakawa) o que se desarrolló exclusivamente de la orden mahāsāghika. Estas teorías han sido en su mayoría anuladas o se han demostrado problemáticas.
La evidencia textual más antigua de mahāyāna proviene de sūtras que se datan cerca siglo I a. C. y siglo I d. C. Jan Nattier ha notado que algunos de los primeros textos mahāyāna, como el Ugraparipṛccha Sūtra, usan el término "mahāyāna", sin embargo, no hay una diferencia doctrinal entre mahāyāna en este contexto y las escuelas primitivas, y que "mahāyāna" se refirió a la emulación de Gautama Buddha en el camino de un bodhisattva que busca convertirse en un Buda completamente iluminado. Nattier escribe que en el Ugra, ""mahāyāna"" no es una escuela separada, sino una rigurosa y exigente "vocación espiritual."
Varios académicos como Hendrik Kern y A.K. Warder sugieren que "mahāyāna" y sus primeras sutras se desarrollaron entre la orden (nikaya) mahāsāṃghika, algunos señalando el área a lo largo del río Kṛṣṇa en la región de Āndhra en el sur de la India como origen geográfico. Paul Williams piensa que "no puede haber duda de que al menos algunos de los primeros sutras de mahāyāna se originaron en los círculos mahāsāṃghika", señalando la doctrina mahāsāṃghika de la naturaleza supramundana (lokuttara) del Buda, que está muy cerca de la vista de mahāyāna del Buda. Más recientemente, Seishi Karashima ha defendido su origen en la región de Gandhara. Algunos eruditos, como Warder, piensan que después de un período de composición en el sur, más tarde, la actividad de escribir escrituras adicionales se trasladó al norte. Joseph Walser también señala que algunos otros sutras "traicionan un origen del noroeste" y mencionan productos de comercio con China (obtenidos fuera de la India, como seda o coral).
Una evidencia importante para los primeros textos mahāyāna incluyen las traducciones del monje Lokakṣema en el siglo II d. C., que llegaron a China desde el reino de Gandhāra. Estos son uno de los primeros textos mahāyāna conocidos. El estudio de estos textos por Paul Harrison et al., muestra que promueven enérgicamente el monacato (en contra de la teoría del origen laico), reconocen la legitimidad del arhat, no recomiendan la devoción hacia los bodhisattvas "celestes" y no muestran ningún intento de establecer una nueva secta o orden. Algunos de estos textos a menudo enfatizan las prácticas ascéticas, la vivienda en los bosques y los estados profundos de concentración meditativa (samadhi).
La evidencia de los sutras que prueban la conexión de mahāyāna con el monacato finalmente reveló los problemas con la teoría de origen laico. La teoría de origen mahāsāṃghika también se ha mostrado como problemática por los estudiosos que revelaron cómo ciertos mahāyāna sutras contienen rastros de desarrollo entre otros nikāyas (órdenes monásticas), como Dharmaguptaka. Debido a esta evidencia, estudiosos como Paul Harrison y Paul Williams argumentan que el movimiento no fue sectario y posiblemente era pan-budista. No hay evidencia de que mahāyāna se haya referido alguna vez a una escuela formal o secta separada, sino que existió como un conjunto de ideales, y doctrinas, para algunos aspirantes.
Paul Williams también ha notado que mahāyāna nunca intentó establecer un Vinaya (regla monástica) separado de las escuelas primitivas del budismo, y por lo tanto cada bhikṣu o bhikṣuṇī que se adhiere a mahāyāna formalmente pertenecía a una escuela primitiva. La membresía en estos nikāyas, o sectas monásticas, continúa hoy con el Dharmaguptaka nikāya en el este de Asia, y el Mūlasarvāstivāda nikāya en el budismo tibetano. Por lo tanto, mahāyāna nunca fue una secta rival separada de las primeras escuelas. Paul Harrison aclara que si bien los māyānistas monásticos pertenecían a un nikāya, no todos los miembros de un nikāya eran mahāyānistas. Gracias a los monjes chinos que visitaron a la India, sabemos que tanto los monjes mahāyāna como los que no aceptaban a mahāyāna vivían juntos en los monasterios (viharas) budistas. También es posible que, formalmente, se haya entendido a mahāyāna como un grupo dentro de un monasterio que tomaban un voto (conocido como "kriyākarma") para memorizar y estudiar un texto o varios textos mahāyāna.
Mientras tanto, Gregory Schopen ha argumentado que durante el siglo II d. C. se desarrollaron una serie de movimientos poco conectados alrededor de los santuarios donde se guardaban los sutras mahāyāna, y que teoría del "culto del libro" también es popular entre otros budólogos actuales.
Después de examinar la evidencia epigráfica, Schopen también argumenta que mahāyāna siguió siendo "un movimiento minoritario extremadamente limitado" haste el siglo V d. C. Schopen también ve este movimiento en tensión con otros budistas tradicionales, "luchando por el reconocimiento y la aceptación". Su "mentalidad de asalto" puede haber llevado a ciertos elementos encontrados en los textos de mahāyāna, como en el Sutra del loto.
Del mismo modo, Joseph Walser habla de la "invisibilidad virtual de mahāyāna en el registro arqueológico hasta el siglo quinto" Schopen, Harrison y Nattier también argumentan que estas comunidades probablemente no fueron un solo movimiento unificado, sino grupos dispersos basados en diferentes prácticas y sutras. Una razón para este punto de vista es que las fuentes de mahāyāna son extremadamente diversas y abogan por muchas doctrinas y posiciones diferentes, a menudo conflictivas.
Una de las principales teorías actuales es lo que Paul Harrison llama "la hipótesis del bosque" y define como: "mahāyāna ... fue el trabajo de ascetas estrictos, del partido de la orden budista que promovía la vida en el bosque (aranyavasin)." El estudio de Jan Nattier sobre el Ugraparipṛccha Sūtra sostiene que este sutra representa la forma más antigua de mahāyāna, que presenta el camino del bodhisattva como una "empresa sumamente difícil" del ascetismo monástico del bosque. El estudio de Boucher sobre el Rāṣṭrapālaparipṛcchā-sūtra (2008) es otro trabajo reciente sobre este teoría.
David Drewes disputa tanto la hipótesis del culto del libro como la hipótesis del bosque. Señala que no hay evidencia real de la existencia de santuarios de libros, que la práctica de la veneración sutras era pan-budista y no especialmente mahāyāna, y que los "sutras mahāyāna abogan por las prácticas auditivas o orales más frecuentemente que las prácticas escritas." Con respecto a la hipótesis del bosque,  Drewes nota que solo dos de los 12 textos de Lokakṣema abogan directamente por la vida en el bosque, mientras que los otros no lo mencionan o lo consideran inútil, promoviendo prácticas más fáciles como "simplemente escuchar sutras, o el pensamiento sobre Budas particulares, afirmando que pueden permitir a alguien renacer en "tierras puras", donde podrán hacer progreso fácil y rápido en el camino del bodhisattva." Drewes afirma que la evidencia simplemente muestra que "mahāyāna fue principalmente un movimiento textual, centrado en la revelación, predicación y diseminación de sutras, que se desarrollaron dentro de las estructuras sociales e institucionales budistas tradicionales, y nunca se apartaron realmente de ellas."  Drewes señala la importancia de los dharmabhanakas (predicadores o recitadores de sutras) en los primeros mahāyāna sutras. Esta figura es ampliamente elogiada como alguien que debe ser respetada, obedecida ('como un esclavo sirve a su señor') y donada a, y por lo tanto es posible que estas personas fueran los agentes principales del movimiento mahāyāna.

### Desarrollo

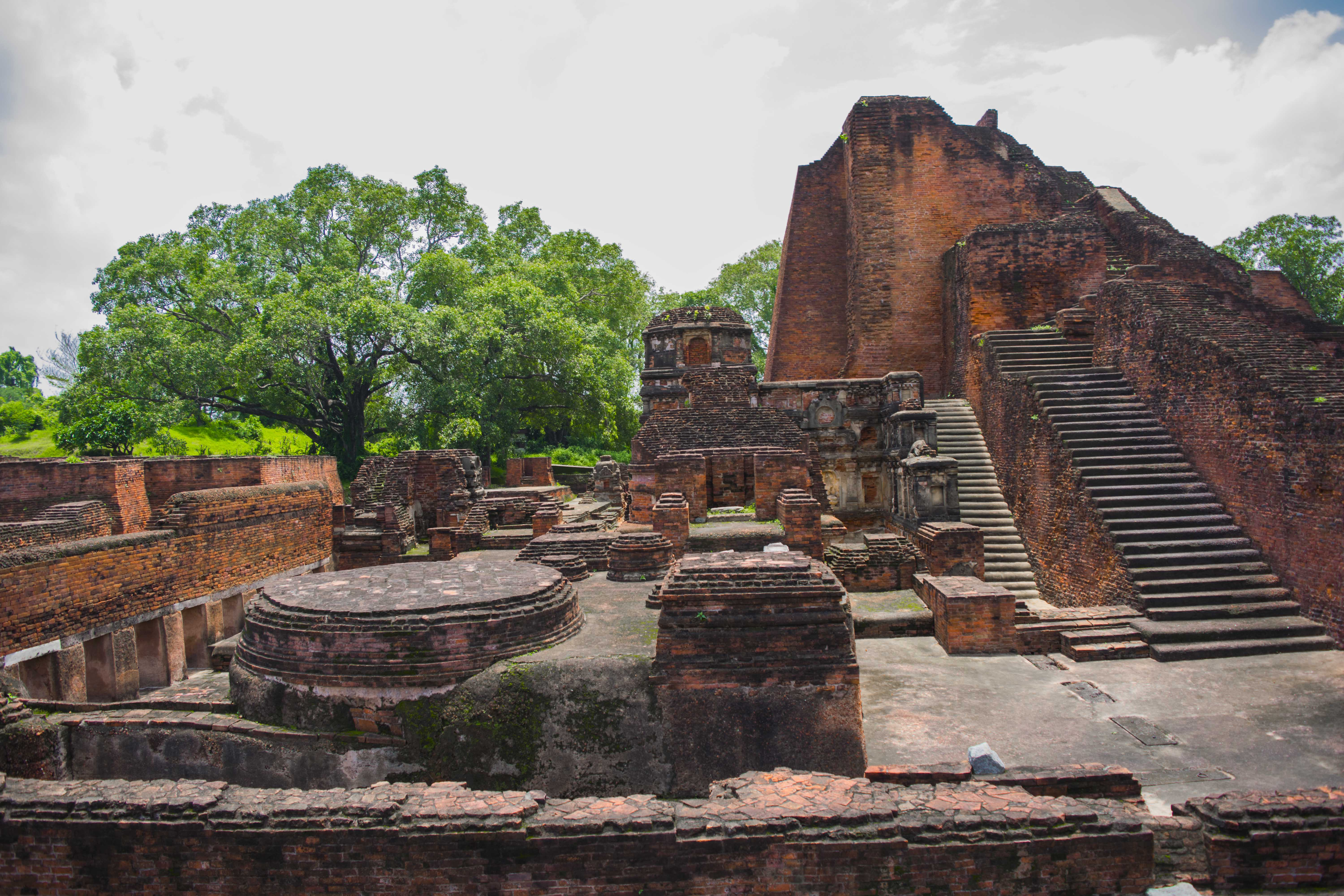
Ruinas de Nalanda Mahavihara (Gran Monasterio) en Bihar, un importante centro para el estudio del budismo mahāyāna desde el d. C. a 1200 d. C.

El movimiento (o movimientos) mahāyāna permaneció bastante pequeño hasta que se estableció en el siglo V d. C., con muy pocos manuscritos encontrados antes de esta era (las excepciones son de Bamiyan). Según Walser, los siglos V y VI vieron un aumento en la producción de textos mahāyāna. Del mismo modo, es solo en los siglos IV y V d. C. que la evidencia epigráfica muestra algún tipo de apoyo popular para mahāyāna, con posible apoyo real en el reino de Shan shan, así como en Bamiyan y Mathura.  Aun así, incluso después del siglo V, la evidencia epigráfica que usa el término mahāyāna es todavía bastante pequeña y es principalmente monástica, no laica. En ese momento, peregrinos chinos, como Faxian, Yijing y Xuanzang, viajaban a la India, y sus escritos describen los monasterios que denominan mahāyāna, y también monasterios mixtos, con monjes mahāyāna y monjes que no aceptaban mahāyāna.
Después del siglo V, el budismo mahāyāna y sus instituciones crecieron lentamente en influencia. Algunas de las instituciones más influyentes se convirtieron en gran complejos universitarios y monásticos como Nalanda (establecida por el emperador Gupta del siglo V, Kumaragupta I) y Vikramashila (establecida bajo Dharmapala c. 783 a 820). Estas instituciones eran centros de varias ramas de becas, incluyendo Filosofía budista y mahāyāna. El complejo de Nalanda se convirtió con el tiempo en el centro budista más grande e influyente de la India durante varios siglos. Aun así, como señaló Paul Williams, "parece que menos del 50 por ciento de los monjes que se encontraron con Xuanzang (Hsüan-tsang; c. 600-664) en su visita a la India en realidad eran mahāyānistas."
La mahāyāna india desarrolló varias escuelas de pensamiento, algunas agrupaciones incluyen: Mādhyamaka, Yogācāra, la naturaleza de Buda (Tathāgatagarbha) y la lógica budista. Con el tiempo, los textos y la filosofía de mahāyāna llegaron a Asia Central y a China a través de rutas comerciales, que luego se extendieron por todo el Asia Oriental. En algunos casos, las tradiciones filosóficas indias se trasplantaron directamente, como en el caso de las escuelas de Madhyamaka y Yogacara. Más tarde, nuevos desarrollos del mahāyāna chino llevaron a nuevas escuelas chinas como Tiantai, Huayan y Chan (Zen).
Las formas de mahāyāna basadas en las doctrinas de los sutras prajñāpāramitā, los sutras de la Naturaleza de Buda, el Sutra del Loto y los sutras Tierra Pura siguen siendo populares en el budismo de Asia oriental, que está completamente dominado por ramas de mahāyāna. Paul Williams ha notado que en esta tradición del Oriente, la primacía siempre se ha dado al estudio de los sutras mahāyāna.
Bajo los imperios Gupta (320-550 d. C.) y Pala (siglo VIII al siglo XII), comenzó a desarrollarse un nuevo movimiento que se basaba en la doctrina mahāyāna anterior así como en nuevas ideas y que llegó a ser conocido por varios nombres como Vajrayāna, Mantrayāna y el budismo tántrico. Posiblemente liderado por grupos de yoguis tántricos errantes llamados mahasiddhas, este movimiento desarrolló nuevas prácticas espirituales tántricas y también promovió nuevos textos llamados los Tantras budistas. Esta nueva forma de budismo también se extendió hacia el norte hasta el Tíbet y hacia el este hasta China.

## Doctrina

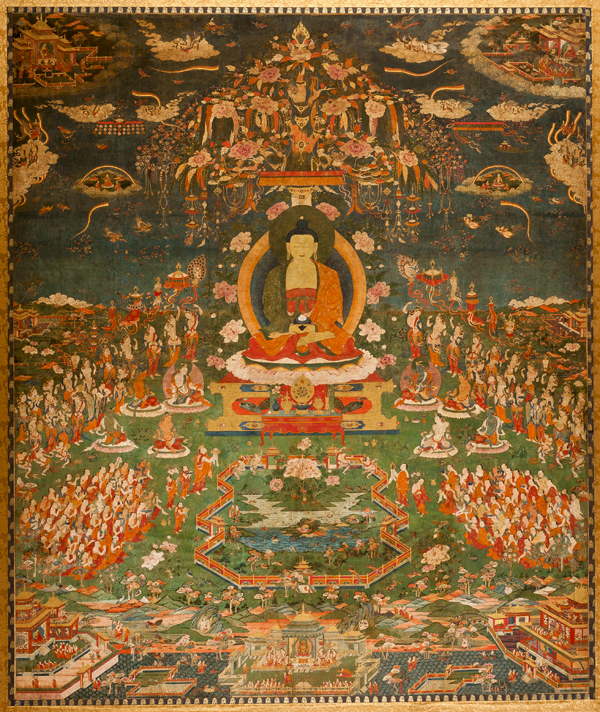
Pintura tibetana de Amitābha en su tierra pura de Sukhāvatī

mahāyāna se puede describir como un grupo de varias tradiciones que comparten una familia de enseñanzas y doctrinas similares. No es una religión monolítica o centralizada.
mahāyāna constituye un conjunto inclusivo de tradiciones caracterizadas por la pluralidad y la adopción de los sutras mahāyāna además de los āgamas anteriores. También hay una tendencia en los sūtras mahāyāna a considerar que la adherencia al camino mahāyāna es superior a la adherencia a caminos espirituales que no son mahāyāna, es decir que no son del camino bodhisattva.

### Budas y bodhisattvas

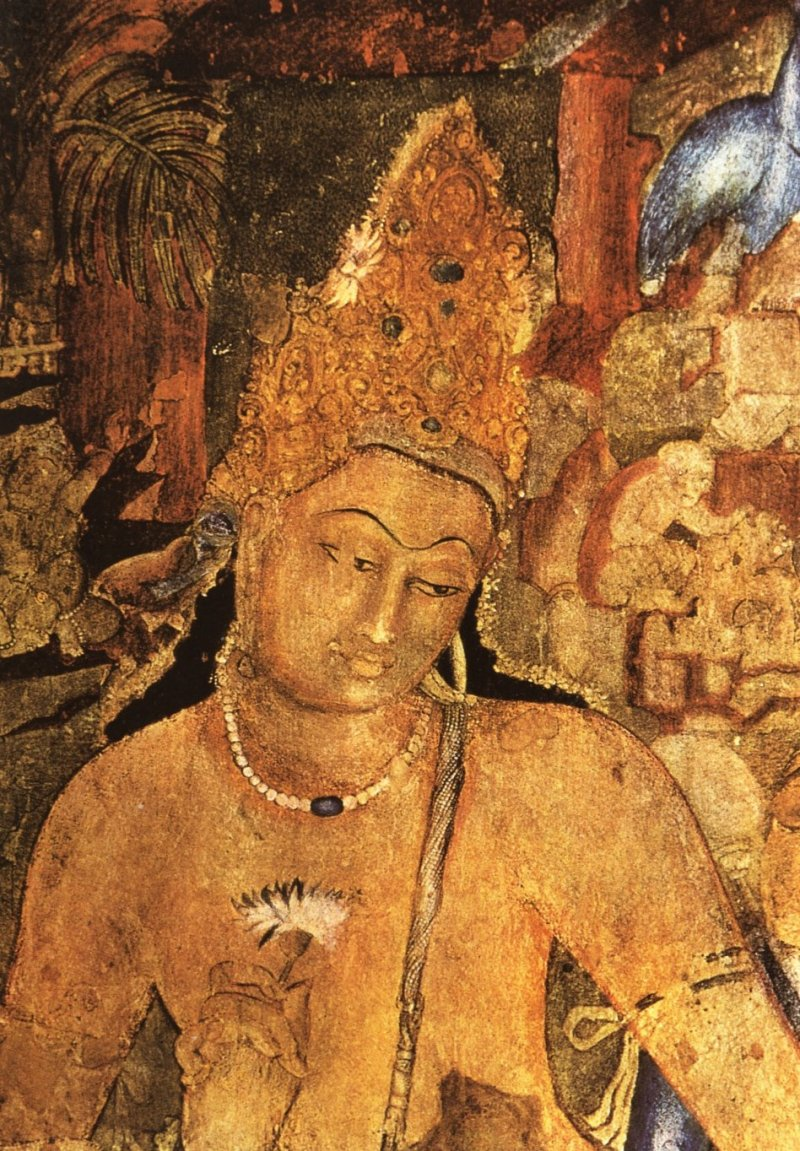
Avalokiteśvara, el bodhisattva de la compasión. Cuevas de Ajaṇṭā, Maharashtra.

Los budas y bodhisattvas son elementos centrales de mahāyāna. mahāyāna incluye una cosmogonía amplia, con varios budas y bodhisattvas que residen en diferentes mundos y campos de Buda (buddha ksetra) o "tierras puras". Una característica importante de mahāyāna es la forma en que comprende la naturaleza de un Buda, que difiere de los entendimientos que no son de mahāyāna. Los textos de mahāyāna no solo representan numerosos Budas además del fundador Sakyamuni, sino que los ven como seres trascendentales o supramundanos (lokuttara). Según Paul Williams, para el mahāyāna, un Buda es a menudo visto como "un rey espiritual" relacionado y preocupado por el mundo. La vida y la muerte de Buda Sakyamuni en la tierra generalmente se entiende como una "mera apariencia" o un espectáculo (como en docetismo), mientras que en la actualidad el buda permanece para ayudar a todos los seres por su gran compasión.
Debido a esto, mediante el uso de diversas prácticas, un devoto de mahāyāna puede aspirar a renacer en la tierra pura de un Buda, donde puede esforzarse por alcanzar la budeidad en las mejores condiciones posibles. Dependiendo de la secta, la liberación a un campo de Buda puede obtenerse por medio de la fe, la meditación o, a veces, incluso por la repetición del nombre de un Buda. Las prácticas devocionales basadas en la fe, centradas en el futuro renacimiento en una tierra pura, son comunes en el budismo de la tierra pura de Asia oriental.
mahāyāna generalmente sostiene que perseguir solo el nirvāṇa personal es una aspiración inferior, porque carece de la determinación de liberar a todos los demás seres de saṃsāra (la ronda de renacimiento) al convertirse en un Buda. Aquel que se involucra en este camino para completar la budeidad se llama un bodhisattva. Los bodhisattvas de alto nivel también son vistos como seres supramundanos extremadamente poderosos. Bodhisattvas populares incluyen Avalokiteshvara, Manjushri y Maitreya. Los bodhisattvas pueden alcanzar el nirvāṇa individual de los arhats, pero creen que es más importante permanecer en saṃsāra y ayudar a otros seres. Hay dos modelos para esto que se ven en los diversos textos de mahāyāna. Un modelo es la idea de que un bodhisattva debe posponer su despertar hasta que se alcance la Budeidad. Esto podría tomar eones (kalpas) y mientras tanto, estarán ayudando a innumerables seres. Después de alcanzar la Budeidad, pasan al cese (nirvāṇa) como un arhat. El segundo modelo es la idea de que hay dos tipos de nirvāṇa, el nirvāṇa de un arhat y otro tipo de nirvāṇa superior llamado apratiṣṭhita ('no fijo') que permite que un Buda permanezca siempre involucrado en el mundo. Como señaló Paul Williams, la idea de apratiṣṭhita nirvāṇa puede haber tomado algún tiempo en desarrollarse y no es evidente en algunos de los primeros textos mahāyāna.

### El camino del bodhisattva

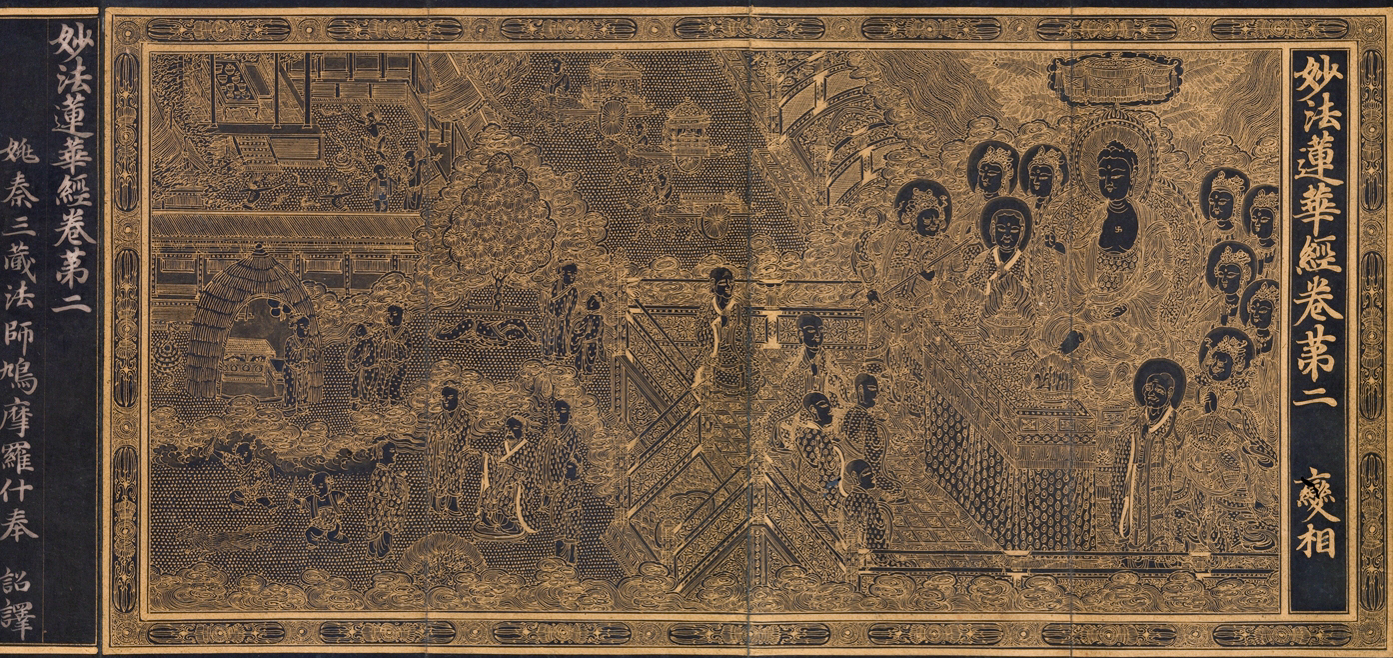
Manuscrito ilustrado coreano del Sutra del loto, dinastía Goryeo, c. 1340. Observe los tres carros en la parte superior que simbolizan los 'tres vehículos', es decir, el Śrāvakayāna, Pratyekabuddhayāna y el Bodhisattvayāna.

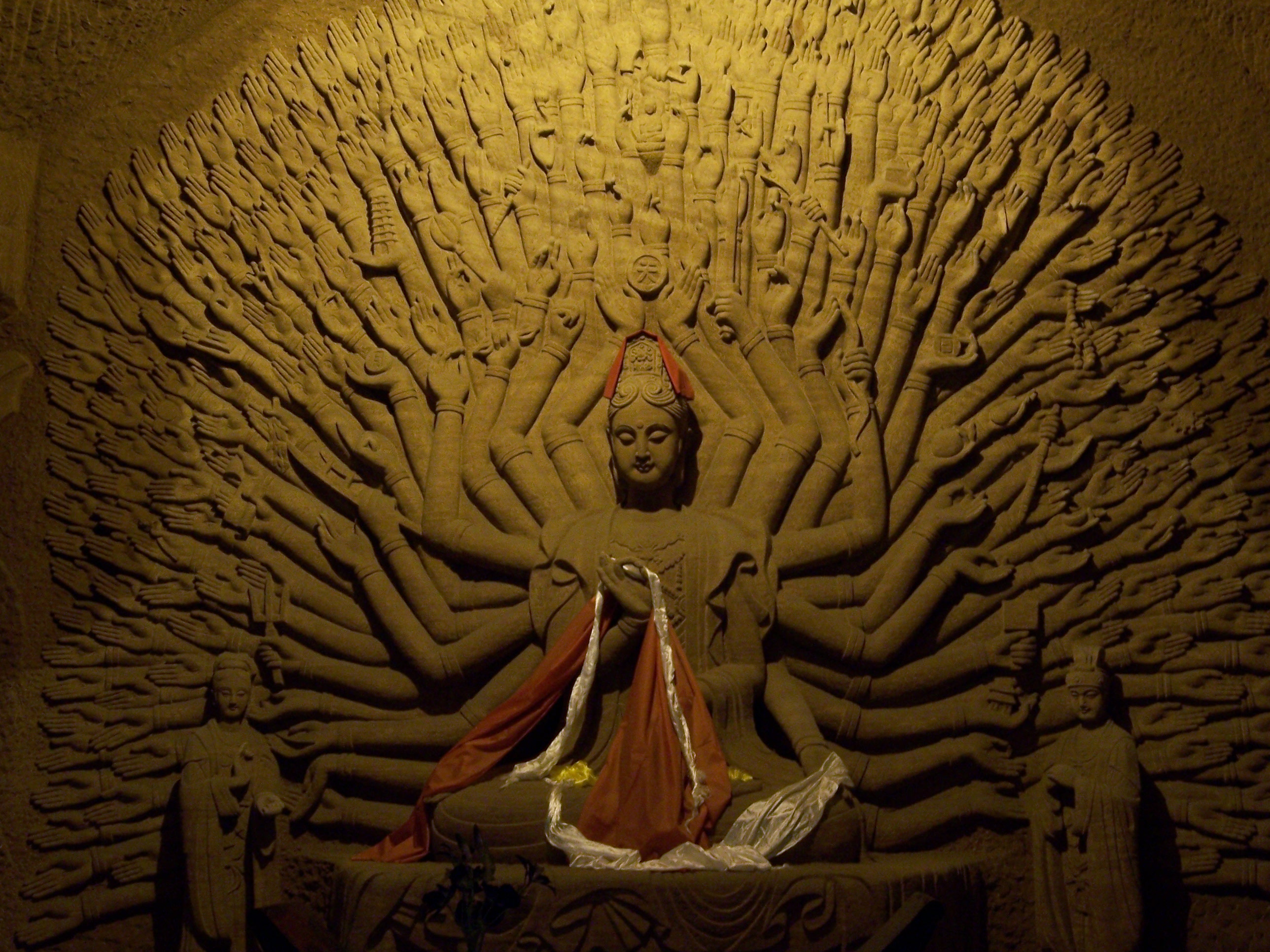
Guanyin (una forma de Avalokiteśvara femenina común en Asia) con múltiples brazos que simbolizan el upaya y la gran compasión, Leshan, China.

En mahāyāna, el camino (mārga) o vehículo (yāna) de bodhisattva es visto como el camino espiritual superior, por encima de los caminos de aquellos que buscan el estado de arhat o el de "buda solitario" por su propio bien (Śrāvakayana y Pratyekabudhhayāna). De acuerdo con Haribhadra, un filósofo Mahāyānista del siglo VIII, el término "bodhisattva" puede referirse a aquellos que siguen cualquiera de los tres vehículos, ya que todos están trabajando para lograr el bodhi (despertar) y, por lo tanto, el término técnico para un bodhisattva mahāyāna es un mahāsattva (gran ser) bodhisattva. Según Paul Williams, un bodhisattva mahāyāna se define como:  
"ese ser que ha hecho el voto de renacer, sin importar cuántas veces sea necesario, para alcanzar la meta más alta posible, la Budeidad Completa y Perfecta. Esto es para el beneficio de todos los seres."
Tomar el voto del bodhisattva para "conducir a Nirvana a todo el mundo inconmensurable de los seres" como dicen los prajñaparamita sutras, es la característica central del bodhisattva mahāyāna. Según el Bodhipathapradīpa (Lámpara para el camino al despertar) del maestro indio Atiśa, el rasgo central que define el camino de un bodhisattva es la aspiración universal de terminar con el sufrimiento de todos los seres. Esta motivación espiritual se denomina bodichitta ("la mente del despertar").
Otra virtud clave de un bodhisattva es su "gran compasión" (maha-karuṇā) que nos lleva a trabajar incansablemente por el bien último de todos los seres. Esta compasión universal es fundamental para un bodhisattva y conduce a bodichitta. Según el filósofo indio Shantideva, cuando surge la gran compasión y bodichitta en el corazón de una persona, dejan de ser una persona común y se convierten en un "hijo o hija de los Budas". Otra virtud fundamental del bodhisattva es prajñā (conocimiento o sabiduría trascendente) que es una comprensión de shunyata, o la vacuidad, que surge del estudio, la consideración profunda y la meditación.
Los "medios hábiles" (upāya) son otra habilidad importante del bodhisattva mahāyāna. Se refiere a cualquier método o técnica efectiva que ayude al despertar. Es un medio inteligente o una estratagema que conduce al crecimiento espiritual y lleva a los seres a la Budeidad. Por lo tanto, los medios convenientes podrían ser enseñanzas verbales adaptadas para un oyente particular o una práctica particular. Desde esta perspectiva, el budismo básico (śrāvakayāna o pratyekabuddhayāna) son en sí mismos un método conveniente para ayudar a las personas a comenzar el noble camino budista y avanzar bastante lejos.
Numerosos sutras sostienen que una parte clave del camino del bodhisattva es la práctica de un conjunto de virtudes llamadas pāramitās (virtudes trascendentes o supremas). A veces se resumen seis:
1 Dāna pāramitā: generosidad.
2 Sīla pāramitā: virtud, moralidad, honestidad, conducta apropiada.
3 Kshanti pāramitā: paciencia, tolerancia, receptividad.
4 Viriá pāramitā: energía, esfuerzo.
5 Dhyana pāramitā: concentración, contemplación.
6 Prajñā pāramitā: sabiduría.
Otros sutras, como el Daśabhūmika Sūtra, dan una lista de diez, con la adición de upāya (medios hábiles), praṇidhāna (voto, resolución), bala (poder espiritual) y jñāna (conocimiento).
Varios textos asocian el comienzo de la práctica del bodhisattva con lo que se llama el "camino de acumulación" (saṃbhāra-mārga), que es el primer camino del esquema de "cinco caminos" que posiblemente se desarrolló a partir de las fuentes Sarvastivada. El Daśabhūmika Sūtra, así como otros textos, también describen una serie de niveles de bodhisattva o etapas espirituales (bhūmis). Sin embargo, los diversos textos no están de acuerdo con el número de niveles,. El Daśabhūmika describe diez, el Bodhisattvabhūmi describe siete o trece y el Avatamsaka describe 40 niveles. En la erudición posterior mahāyāna, como en los textos de Kamalashila y Atiśa, los cinco caminos y los diez bhūmis se fusionan y este es el mapa progresivo espiritual que se usa en el budismo tibetano. Según Paul Williams, en estos sistemas, el primer bhūmi se alcanza una vez que uno llega a "una comprensión directa, no conceptual y no dual de la vacuidad, en absorción meditativa", y este nivel está asociado con el "camino de la vista" (darśana-mārga).

### Principales ideas filosóficas

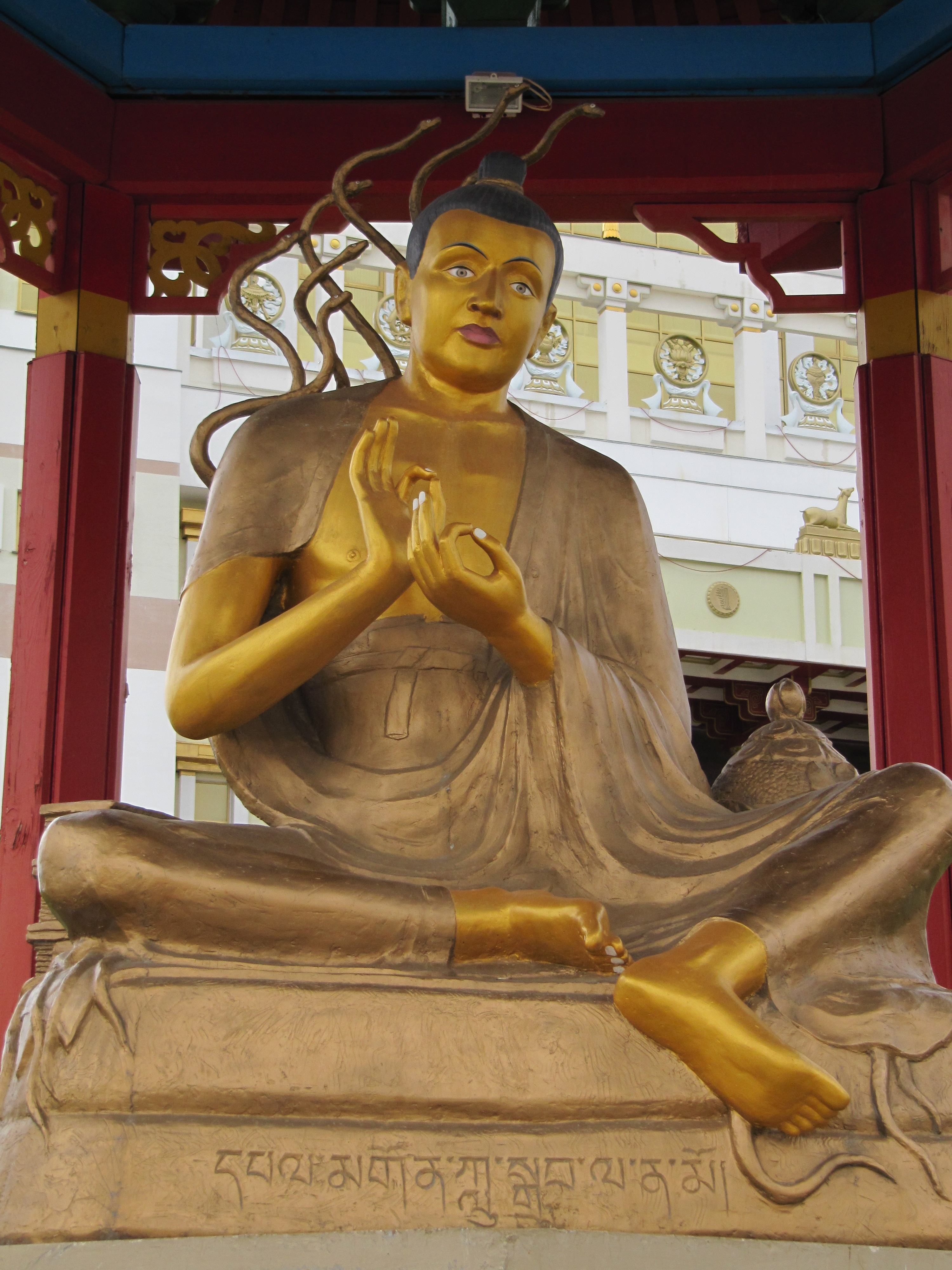
Una estatua del filósofo mahāyāna Nagarjuna, fundador de la escuela Madhyamaka. Considerado por algunos como un bodhisattva Arya (noble) o incluso el "segundo Buda".

#### Śūnyavāda
Una doctrina central discutida por varios textos mahāyāna es la teoría de la vacuidad (śūnyatā). Se considera que es una doctrina esencial de los sutras prajñāpāramitā, así como la enseñanza central de la filosofía Madhyamaka. Esta teoría defiende la idea de que todos los fenómenos (dharmas) "no tienen un núcleo esencial e inmutable" y, por lo tanto, "no tienen una existencia fundamentalmente real." Debido a esto, todas las cosas, incluso el Dharma, el Buda y todos los seres, son como "ilusiones" (māyā) y "sueños" (svapna). Se dice que obtener una comprensión profunda de esto es prajñāpāramitā, la perfección de la sabiduría.
La escuela filosófica mahāyāna denominada Madhyamaka ("teoría media" o "centrismo", también conocida como "śūnyavāda", "la teoría de la vacuidad"), fundada en el siglo II d. C. por Nagarjuna, se enfoca a refutar todas las teorías que postulan cualquier tipo de sustancia, existencia inherente o naturaleza intrínseca (svabhāva). Nagarjuna intenta mostrar en sus trabajos que cualquier teoría de la naturaleza intrínseca se contradice con la teoría de la originación dependiente, ya que cualquier cosa que tenga una existencia independiente no puede originarse de manera dependiente. Los filósofos de śūnyavāda insistieron en que su negación de svabhāva no es un tipo de nihilismo (contra las protestas de sus oponentes). Utilizando la teoría de la doble verdad, afirmaron que si bien se puede hablar de cosas que existen en un sentido relativo y convencional, no existen de manera inherente en un último sentido. También argumentaron que la vacuidad en sí misma también es "vacía", no tiene una existencia inherente absoluta, ni significa una realidad absoluta trascendental, sino que es simplemente un concepto o abstracción útil. De hecho, dado que todo está vacío de verdadera existencia, todas las cosas son solo conceptualizaciones (prajñapti-matra), incluyendo la teoría de la vacuidad. Últimamente, todos los conceptos deben ser abandonados para comprender verdaderamente la naturaleza de las cosas.

#### Vijñānavāda

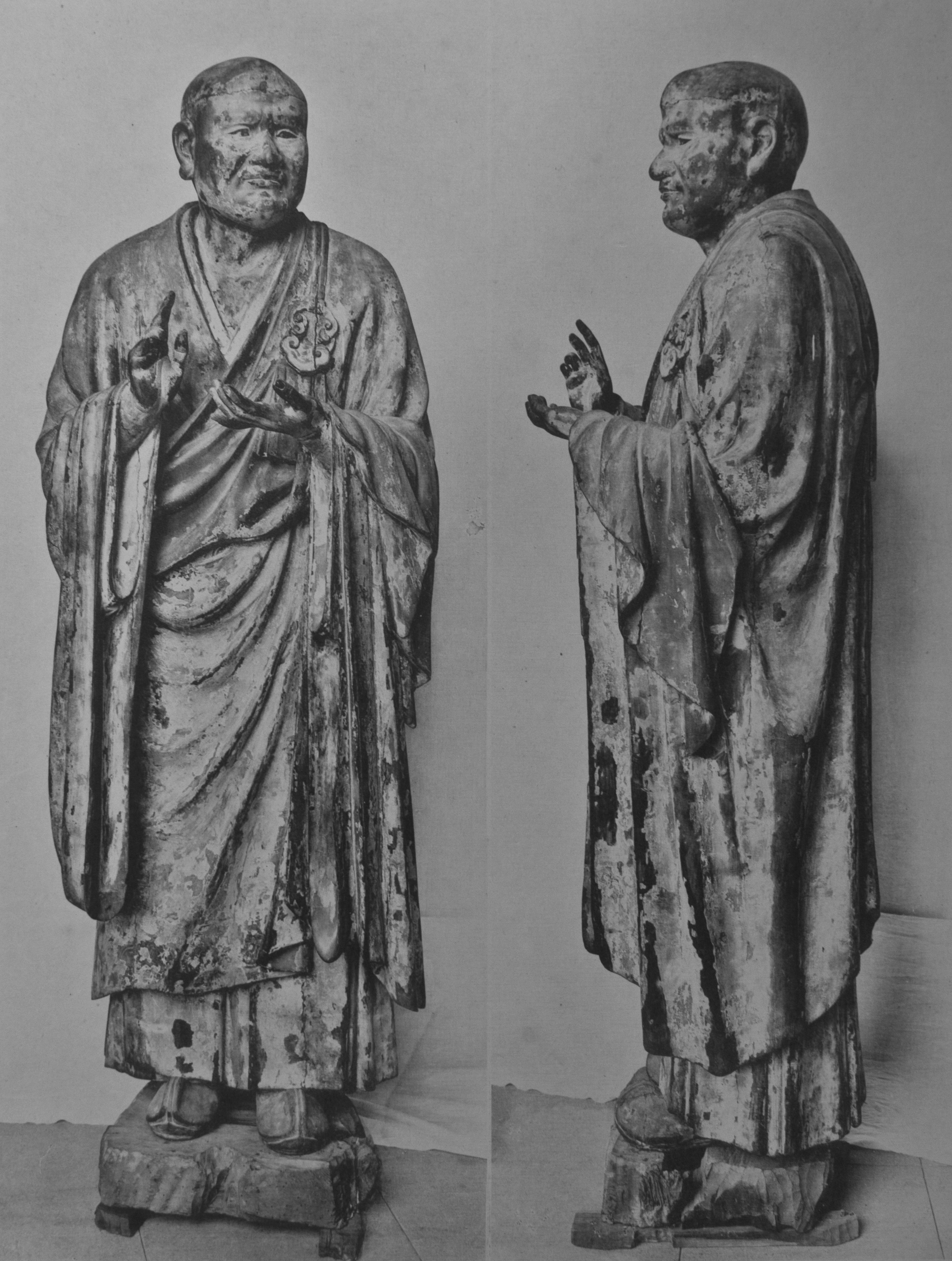
Estatua de Vasubandhu (jp.Seshin), Kōfuku-ji, Nara, Nara Japón.

Vijñānavāda ("la doctrina de la conciencia", también conocida como vijñapti-mātra, "solo percepciones" y citta-mātra "solo mente") es otra doctrina importante promovida por algunos sutras mahāyāna. Más tarde se convirtió en la teoría central de un importante movimiento filosófico que surgió durante el período Gupta llamado Yogācāra (práctica de yoga). El sutra primario asociado con esta escuela de pensamiento es el Saṃdhinirmocana Sūtra (Sutra de la explicación de los secretos profundos), que afirma que śūnyavāda no es la enseñanza definitiva (nītārtha) del Buda. En cambio, explica que la verdad última (paramārtha-satya) es la idea de que todas las cosas (dharmas) son solo mente (citta), conciencia (vijñāna) o percepciones (vijñapti) y que los objetos aparentemente "externos" (o los sujetos "internos") no existen realmente aparte del flujo de las experiencias mentales de originación dependiente. Cuando se considera que este flujo de mentalidad está vacío de la dualidad sujeto-objeto que le imponemos, uno alcanza la cognición no dual de "asidad" (tathatā), que es nirvana. Esta doctrina se desarrolla a través de varias teorías, siendo las más importantes las ocho conciencias y las tres naturalezas. La Saṃdhinirmocana llama a su doctrina el "tercer giro de la rueda del Dharma". El sutra Pratyutpanna también menciona esta doctrina.
Los pensadores más influyentes en esta tradición fueron los hermanos indios Asanga y Vasubandhu, junto con una figura oscura llamada Maitreyanātha. Los filósofos yogācāra desarrollaron su propia interpretación de la doctrina de la vacuidad, que también criticó a Madhyamaka por caer en el nihilismo.

#### Tathāgatagarbha
La doctrina del "depósito de Tathāgata" o "matriz de Tathāgata" (Tathāgatagarbha), también conocida como la naturaleza de Buda o el Principio de Buda (Buddha-dhātu) es importante en todas las tradiciones modernas de mahāyāna, aunque se interpreta de diferentes maneras. En términos generales, la naturaleza búdica se ocupa de determinar qué permite a los seres sensibles convertirse en budas. El término pudo haber aparecido por primera vez en el mahāyāna Mahāparinirvāṇa Sūtra, donde se refiere a "una naturaleza sagrada que es la base para que los seres se conviertan en budas", y donde también se habla del atman. La doctrina de un "elemento permanente realmente existente" dentro de todos los seres es una fuente de mucho debate y desacuerdo entre los filósofos budistas de mahāyāna y los académicos modernos. Algunos eruditos han visto esto como una influencia del hinduismo brahmánico, mientras que algunos de estos sutras admiten que el uso del término "atman" se realiza en parte para atraer a los ascetas no budistas.
Según algunos eruditos, la naturaleza de Buda discutida en algunos sūtras mahāyāna no representa un yo sustancial (ātman); más bien, es un uso de lenguaje positivo y una expresión catafática de śūnyatā y representa la potencialidad para realizar la Budeidad a través de las prácticas budistas. Otras filosofías de mahāyāna como Madhyamaka estaban dominadas principalmente por un discurso the la vacuidad, que utilizaba principalmente un lenguaje negativo o apofático. El género de la naturaleza búdica se puede ver como un intento de afirmar las enseñanzas budistas usando un lenguaje afirmativo y al mismo tiempo mantener el camino medio, para evitar que las personas se alejen del budismo por una falsa impresión de nihilismo. Michael Zimmermann, especialista en estudios Tathāgatagarbha, propone un punto de vista diferente, que considera que los sutras clave Tathāgatagarbha, como el Nirvana sutra y el Sutra Tathāgatagarbha, enseñan una visión afirmativa de un Yo Budístico eterno e indestructible.

## Sagrada Escritura

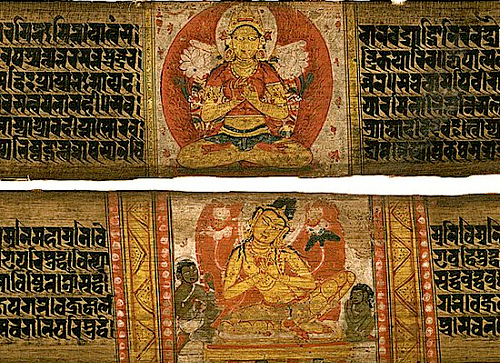
Manuscrito del Astasahasrika Prajñaparamita (Perfección de la sabiduría en 8000 líneas), circa 1075.

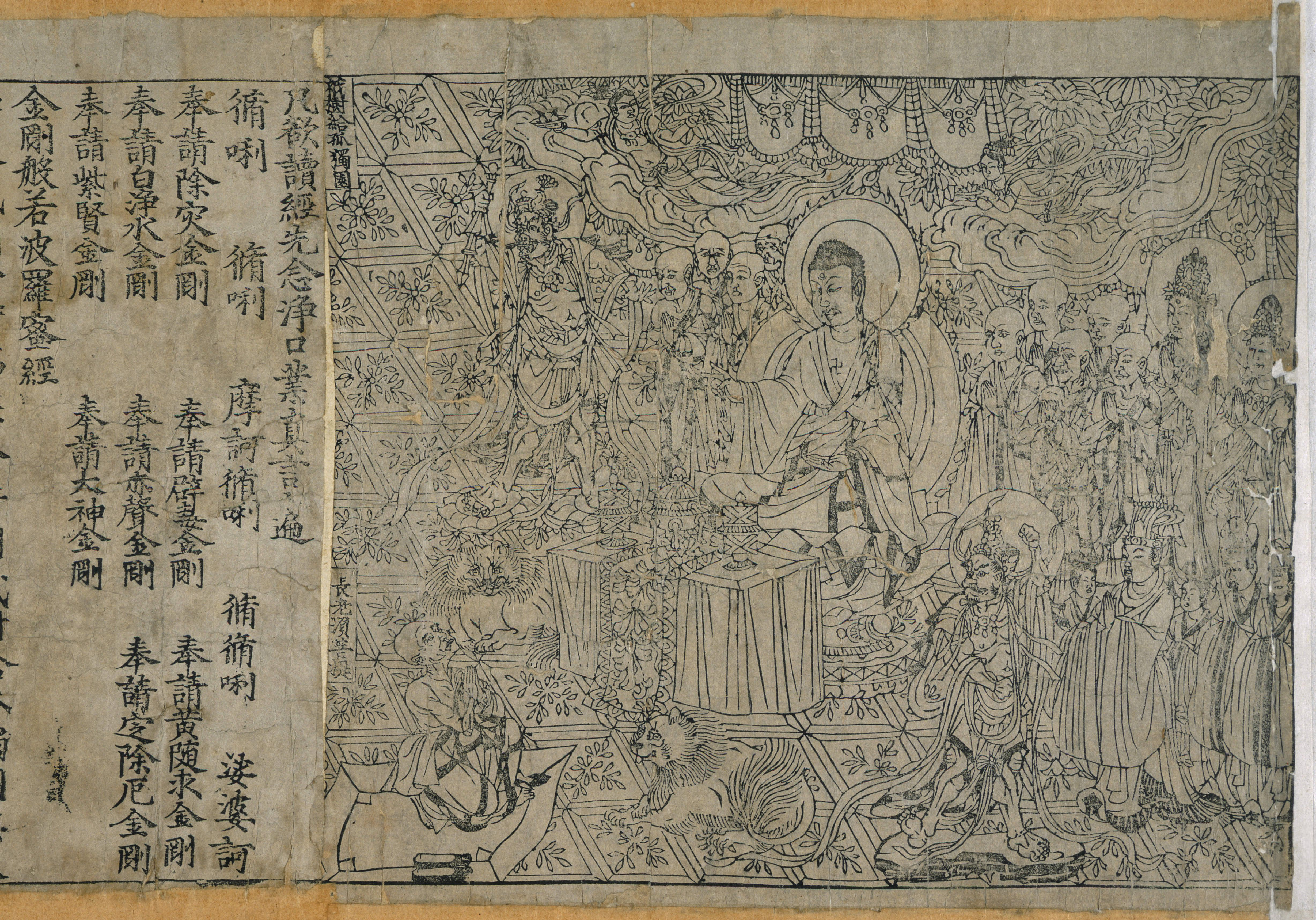
Portada de una copia China del Vajracchedikā Prajñāpāramitā Sūtra, el libro impreso fechado más antiguo que se conoce en el mundo.

El budismo mahāyāna toma las enseñanzas básicas budistas de las primeras escrituras como el punto de partida de sus textos, incluyendo el karma y el renacimiento, anātman, sunyata, Pratītyasamutpāda y las Cuatro Nobles Verdades. Los budistas mahāyāna en Asia oriental han estudiado tradicionalmente estas enseñanzas en las Āgamas conservadas en el canon budista chino. "Āgama" es el término usado por las escuelas budistas tradicionales en la India que emplearon sánscrito. Estos textos corresponden a los Nikāyas utilizados por la escuela Theravāda. La mayoría de los Āgamas nunca se tradujeron al canon tibetano, que, según Hirakawa, solo contiene algunas traducciones de los primeros sutras correspondientes a los Nikāyas o Āgamas. Sin embargo, estas doctrinas básicas están contenidas en traducciones tibetanas de obras posteriores, como en el Abhidharmakośa y el Yogācārabhūmi-Śāstra.

### Sutrasmahāyāna
Además de aceptar las escrituras esenciales de las primeras escuelas budistas como válidas, el budismo mahāyāna mantiene grandes colecciones de sūtras que la moderna escuela Theravāda no reconoce como auténticas (o como buddhavacana, "palabra de Buda"). Los primeros de estos sutras no se llaman a sí mismos "mahāyāna", sino que usan los términos vaipulya (extensos), o sutras gambhira (profundos). Estos tampoco fueron reconocidos por algunos individuos en las primeras escuelas budistas. En otros casos, las comunidades budistas, como la escuela Mahāsāṃghika, se dividieron sobre esta disputa. En el budismo mahāyāna, a los mahāyāna sūtras se les da mayor autoridad que a los Āgamas. El primero de estos textos mahāyāna se escribió probablemente alrededor del siglo I a. C. o siglo I d. C. Algunos de ellas, tales como los Prajñāpāramitā-sūtras (sutras de La Perfección de la Sabiduría y el Sutra del loto) se presentan como sermones reales de Buda Gautama que habrían estado ocultos. Algunas fuentes afirman que estos sermones fueron pasados por tradición oral como otros sutras; otras fuentes afirman que fueron ocultados y revelados varios siglos más tarde por una vía mitológica. Algunos influyentes sutras mahāyāna son los sutras de Prajñaparamita, el Sutra del loto, los sutras de la Tierra Pura, el Vimalakirti, el Avatamsaka, el Sandhinirmocana y los sūtras Tathāgatagarbha.
Según David Drewes, los sutras mahāyāna contienen varios elementos, además de la promoción del ideal del bodhisattva, que incluyen "cosmogonías expandidas e historias míticas, ideas de tierras puras y grandes Budas y bodhisattvas 'celestes', descripciones de nuevas prácticas religiosas poderosas, nuevas ideas sobre la naturaleza de los Budas y una serie de nuevas perspectivas filosóficas." Estos textos presentan historias de revelación en las que el Buda enseña los sutras mahāyāna a ciertos bodhisattvas que prometen enseñar y difundir estos sutras después de la muerte del Buda. Con respecto a la praxis religiosa, las prácticas más comúnmente promovidas en los sutras mahāyāna se ven como medios para alcanzar la Budeidad rápidamente e fácilmente e incluyen "escuchar los nombres de ciertos Budas o bodhisattvas, mantener preceptos Budistas, escuchar, memorizar y copiar sutras, que afirman pueden permitir el renacimiento en las tierras puras Abhirati y Sukhavati, donde se dice que es posible adquirir fácilmente el mérito y el conocimiento necesario para convertirse en un Buda en tan solo una vida." Otra práctica ampliamente recomendada es anumodana, o regocijo en las buenas obras de los Budas y Bodhisattvas.
La práctica de la meditación y la visualización de los Budas ha sido vista por algunos estudiosos como una posible explicación de la fuente de ciertos sutras mahāyāna que tradicionalmente se ven como revelaciones visionarias directas de los Budas en sus tierras puras. Paul Harrison también ha notado la importancia de las revelaciones de los sueños en ciertos sutras mahāyāna, como el Arya-svapna-nirdesa, que enumera e interpreta 108 signos de los sueños.
Como señaló Paul Williams, una característica de los sutras mahāyāna (especialmente los anteriores) es "el fenómeno de la auto-referencia laudatoria: la alabanza del sutra en sí misma, los méritos inmensos que se obtienen al tratar incluso con reverencia un solo verso, y las penas karmicas desagradables que se acumularán para aquellos que denigran la sutra." Algunos sutras también advierten contra la acusación de que no son la palabra de Buda (buddhavacana), como el Astasāhasrikā (8,000 versos) Prajñāpāramitā, que establece que estas afirmaciones provienen de Mara (el malvado tentador). Algunos de estos sutras mahāyāna también advierten a aquellos que denigran los sutras mahāyāna o a aquellos que los predican (es decir, dharmabhanakas) que esta acción puede llevar a un renacimiento en el infierno.
Otra característica de algunos mahāyāna sutras, especialmente los posteriores, es el aumento del sectarismo y la animosidad hacia los practicantes que no son mahāyāna (a veces llamados sravakas), que a veces se representan como parte del "hīnayāna" ("vehículo inferior") que se niegan a aceptar el "camino superior" del mahāyāna. Como lo señaló Paul Williams, los primeros sutras de mahāyāna como el Ugraparipṛcchā Sūtra y el Sūtra Ajitasena no presentan ningún antagonismo hacia los sravakas o el ideal del arhat como lo hacen los sutras posteriores. Con respecto al camino del bodhisattva, algunos sutras mahāyāna lo promueven como un camino universal para todos, mientras que otros como el Ugraparipṛcchā lo ven como algo para una pequeña elite de ascetas.

### Otra literatura
El budismo mahāyāna también desarrolló una literatura masiva de comentarios y exegética, muchas de las cuales se llaman śāstras (tratados) o vrittis (comentarios). Los textos filosóficos también se escribieron en forma de versos (karikās), como en el caso del famoso Mūlamadhyamika-karikās (Versos raíz de Centrismo) de Nagarjuna, el texto fundamental de la filosofía Madhyamaka. Numerosos filósofos posteriores como Candrakirti escribieron comentarios sobre estos karikās, así como sus propios versos originales y obras en prosa.
La tradición budista de mahāyāna también se basa en numerosas obras que no son mahāyāna, una muy influyente que es el Abhidharmakosha de Vasubandhu. Vasubandhu también es autor de varios textos sobre la teoría filosófica conocida como vijñapti-matra (solo percepción), como la Vimsatikakarika. Al filósofo Asanga de la escuela de Yogacara también se le atribuyen numerosos śāstras influyentes.
Más tarde, los budistas tibetanos y chinos continuaron la tradición de escribir numerosos śāstras, obras en verso y comentarios.

## Diferenciación
Aunque el Theravāda se atiene estrictamente a las enseñanzas que con más claridad podemos atribuir al Buda histórico, el Mahayana reconoce en la enseñanza del propio Buda más un método que una doctrina; un método similar al método científico, en el sentido que indaga para descubrir la verdad, sin prejuicios y con total libertad para criticar o poner en duda enseñanzas o teorías del pasado.[cita requerida] En otras palabras, lo que el Mahayana enseña puede verificarse de una forma esencialmente idéntica a cómo se confirma la validez de las teorías científicas.[cita requerida] Esto ha conducido recientemente a despertar un interés mutuo por parte de destacados maestros budistas y reconocidos científicos que se han reunido en una serie de encuentros que han explorado la relación entre budismo y ciencia.[cita requerida]